# Гоголев Бор
Гоголев Бор — село в Земетчинском районе Пензенской области России, входит в состав Кирилловского сельсовета.

## География
Расположено в 6 км на юго-запад от центра сельсовета села Кириллова и в 31 км к северу от районного центра посёлка Земетчино. 

## История
Названо по местности, которая упоминается в писцовых книгах начала 17 века: Вышинская пустынь оспаривала право на землю с Кирилловым монастырем в районе Гоголева борка. Основано в середине – конце XVII века. С 1780 года в составе Спасского уезда Тамбовской губернии, позже в относилось к Кирилловской волости. В 1862 г. в селе 2 маслобойни. В 1882 г. — 108 дворов «обрусевшей мещеры», 7 грамотных мужчин, учащихся не было, 1489 десятин пашни, 262 – леса, 42 десятины пашни брали в аренду, 209 рабочих лошадей, 167 коров, 27 семей занимались пчеловодством (697 ульев), 11 садов (228 плодовых деревьев); 35 семей имели по одной лошади, 8 – безлошадных (т.е. 43 семьи бедняки), 56 семей имели по 2-3 лошади (середняки), 9 – более чем по четыре лошади (богатые). В 1913 г. в селе церковноприходская школа.
С 1928 года село входило в состав Кирилловского сельсовета в составе Керенского района Пензенского округа Средне-Волжской области. В 1941 — 1958 годах село входило в состав Салтыковского района Пензенской области. С 1958 года в составе Земетчинского района.
На 1 января 2004 года на территории села действовало 123 хозяйств и проживало 245 человек.

## Население
| 1862  | 1877 | 1882 | 1897  | 1913 | 1926  | 1930  |
| ----- | ---- | ---- | ----- | ---- | ----- | ----- |
| 534   | ↗679 | ↗824 | ↗1119 | ↘772 | ↗1582 | ↗1700 |
| 1939  | 1959 | 1979 | 1989  | 1996 | 2002  | 2010  |
| ↘1152 | ↘942 | ↘615 | ↘349  | ↘334 | ↘227  | ↘122  |